# Torbokolce
Torbokolce (Echymiperinae) – podrodzina ssaków z rodziny jamrajowatych (Peramelidae).

## Zasięg występowania
Podrodzina obejmuje gatunki występujące na Nowej Gwinei i okolicznych wyspach.

## Systematyka
Do podrodziny należą następujące rodzaje:
- Echymipera Lesson, 1842 – torbokolec
- Microperoryctes Stein, 1932 – jamrajek
- Rhynchomeles O. Thomas, 1920 – seramczyk – jedynym przedstawicielem jest Rhynchomeles prattorum O. Thomas, 1920 – seramczyk górski